# Nhà máy chế tạo máy bay Sokol
Nhà máy chế tạo máy bay Sokol (tiếng Nga: Авиастроительный завод «Сокол», đã Latinh hoá: Aviastroitelny zavod Sokol) là nhà máy chuyên chế tạo và sản xuất máy bay tiêm kích MiG. Trụ sở nhà máy đặt tại Nizhny Novgorod. Nhà máy được thành lập vào năm 1932, ban đầu nó được gọi là "Nhà máy hàng không số 21", mang tên Sergo Ordzhonikidze. Trong suốt chiều dài lịch sử 45 năm, nhà máy đã sản xuất khoảng 13.500 máy bay chiến đấu.
Xưởng sản xuất chính của nhà máy bao gồm cả một sân bay mang tên Sormovo, nằm tại vị trí ngoại ô phía Tây của thành phố, trong quận Moskovsky City. Trong một thời gian dài, nhà máy là cơ sở công nghiệp quan trọng nhất của quận Moskovsky và cũng là nguồn sử dụng lao động chính trong vùng.
Sau khi chiến tranh lạnh kết thúc, nhà máy đã chuyển hướng sản xuất để đối phó với tình hình tài chính khó khăn chung của nước Nga khi đó. Đơn hàng máy bay chiến đấu suy giảm, dẫn đến nhà máy thậm chí phải sản xuất cả dao kéo để tồn tại. Từ năm 2006, nhà máy tổ chức các tour bay trên máy bay MiG-29 and MiG-31 dành cho khách du lịch để tăng thêm nguồn thu.
Sokol cũng là nhà máy sản xuất máy bay tiêm kích MiG-35.

## Danh sách các máy bay
- MiG-29UB (1984–nay), MiG-29UBT
- MiG-31
- Yak-130 (phát triển 1996, 2009–nay)
- M-101T Gzhel/Sokol
- Akkord-201 máy bay hạng nhẹ
- Sokol sea cutter
- Volga-2 WIG aircraft

## Các máy bay từng sản xuất tại Sokol
- Polikarpov I-5 (1932-1934), I-16, (từ năm 1934 với 22 phiên bản)
- Lavochkin LaGG-3, La-5, La-7, La-15 (1948-1949)
- Mikoyan-Gurevich MiG-15 (1949-1952)
- MiG-17 (1952-1954)
- MiG-19 (1955-1957)
- MiG-21 (1959-1985), MiG-21-93
- MiG-25 (1969-1985)
- MiG-31 (1979-1994), MiG-31BM

## Link ngoài
- Official Site
- Official Site about MiG flights Lưu trữ ngày 10 tháng 11 năm 2017 tại Wayback Machine